# إيفان ويلزي
إيفان ويلزي (بالإنجليزية: Ivan Welsh)‏ هو سياسي أسترالي، ولد في 25 فبراير 1940 في نيوكاسل في أستراليا، وتوفي في 15 مارس 2007. انتخب عضو الجمعية التشريعية نيو ساوث ويلز.